# ST Весов
ST Весов (лат. ST Librae) — одиночная переменная звезда в созвездии Весов на расстоянии (вычисленном из значения параллакса) приблизительно 52353 световых лет (около 16051 парсека) от Солнца. Видимая звёздная величина звезды — от +15,7m до +13,5m.

## Характеристики
ST Весов — пульсирующая переменная звезда (S:).